# ابن خلكان
قاضي القُضاة شَمْسْ اَلدِّينْ أَبُو اَلْعَبَّاسْ أَحْمَدْ بْنْ مُحَمَّدْ بْنْ إِبْرَاهِيمْ بْنْ أَبِي بَكْرْ بْنْ خَلِّكَانْ، مؤرخ وقاض وأديب يعد من أعلام مدينة دمشق، وهو صاحب كتاب «وَفَيَاتُ اَلْأَعْيَانِ وَأَنْبَاءِ أَبْنَاءِ اَلزَّمَانِ» وهو أشهر كتب التراجم العربية، ومن أحسنها ضبطا وإحكاما.
ولد في أربيل الدولة العباسية سنة 608 هـ/1211 م لأسرة تنحدر من البرامكة، وصرّح ابن خلّكان لابنه موسى أن قبيلته التي ينتسب إليها هي من الكرد، واسمها (زرْزاري= ولد الذئب). عاش واستقر في دمشق، وأقام فيها حتى وفاته. نبغ في الأحكام والفقه وأصول الدين وعلومه وعرف كثيرين من أعلام دمشق وشيوخها فولاه الملك الظاهر قضاء الشام، وعزل بعد عشر سنين. تولى التدريس في مدارس دمشق وكان من الأعلام، وتوفي ودفن في سفح جبل قاسيون في دمشق سنة 681 هـ/1282 م.

## أقوال علماء فيه
قال ابن كثير في البداية 17/588: ابن خلكان قاضي القضاة شمس الدين أبو العباس أحمد بن محمد بن إبراهيم بن أبي بكر بن خلكان الشافعي أحد الأئمة الفضلاء بدمشق والسادة العلماء والصدور الرؤساء وهو أول من جدد في أيامه قضاء القضاة من سائر المذاهب فاشتغلوا بالأحكام بعد ما كانوا نوابا له، وقد كان المنصب بينه وبين ابن الصائغ دولا يعزل هذا تارة ويولى هذا، ويعزل هذا ويولى هذا، وقد درّس ابن خلكان في عدة مدارس لم تجتمع لغيره ولم يبق معه في آخر وقت سوى الأمينية وبيد ابنه كمال الدين موسى النجيبية.
توفي ابن خلكان بالمدرسة النجيبية المذكورة بإيوانها يوم السبت آخر النهار في السادس والعشرين من رجب ودفن من الغد بسفح جبل قاسيون عن ثلاث وسبعين سنة، وقد كان ينظم نظما حسنا رائقا وقد كانت محاضرته في غاية الحسن، وله التاريخ المفيد الذي رسم بـ«وفيات الأعيان» من أبدع المصنفات. والله أعلم.
وقال الحافظ الذهبي: كان إماما فاضلا متقنا، عارفا بالمذهب، حسن الفتاوى، جيد القريحة، بصيرا بالعربية، علامة في الأدب والشعر وأيام الناس، كثير الاطلاع، حلو المذاكرة، وافر الحرمة، من سروات الناس، كريما، جوادا، مُمَدّحا، وقد جمع كتابا نفيسا في «وفيات الأعيان».
وقال ابن العماد الحنبلي في شذرات الذهب 7/648: ومن محاسنه أنه كان لا يجسر أحد أن يذكر أحدا عنده بغيبة.

## مؤرخا
لابن خلّكان كتابات كثيرة شعراً ونثراً، غير أنه لم يترك إلا مؤلّفاً واحداً ولم يعرف إلا به؛ نقصد كتابه الشهير «وَفَيَاتُ اَلْأَعْيَانِ وَأَنْبَاءِ أَبْنَاءِ اَلزَّمَانِ»، وقد انتهى من تأليفه سنة (672 هـ) بالقاهرة، ولعله ظل يضيـف إليه حتى سنة (680 هـ)، وكانت النواة الأولى لكتابه موجودة في مسوّادته، مما نقله من المصادر التي اطلع عليها سنة (654 هـ)، فقد كان يخطط لكتابة تاريخ عام، على مثال كتاب شيخه ابن الأثير (الكامل في التاريخ)، لكن منصب القضاء لم يتح له المجال لتنفيذ ذاك المشروع، فاقتصر على تأليف كتاب في التراجم، ورسم لنفسه خطة من تسعة بنود هي:
- 1 - الترجمة لمن عرف تاريخ وفاته.
- 2 - عدم ذكر الصحابة والتابعين، إلا جماعة يسيرة، لشهرتهم، ووجود العديد من المؤلفات فيهم.
- 3 - عدم ذكر الخلفاء لشهرتهم.
- 4 - ذكر جماعة ممن شاهدهم ونقل عنهم، أو عاصرهم ولم يلقهم.
- 5 - يتناول كتابه كل ذي شهرة بين الناس.
- 6 - يحاول إثبات المولد إن وجده، ويذكر النسب إذا قدر.
- 7 - يضبط بعض الألفاظ مما يمكن أن يقع فيه التصحيف.
- 8 - يسجل محاسن الناس من مكرمة أو نادرة أو شعر أو فكاهة دفعاً للملل.
- 9 - يتوخّى الإيجاز.

وأراد ابن خلّكان أن يكون دقيقاً فيما رسم لنفسه من خطة، ولكن عوامل عديدة تدخّلت لتفسد عليه ما كان يريده، ومنها تراخي الزمان بين كتابة القسم الأول وكتابة القسم الثاني، وندرة المصادر.
ويتميّز كتاب ابن خلّكان بأنه جعله عامّاً جامعاً، إلى جانب شدة تحرّيه في انتقاء المعلومات وتمحيصها، ووفرة المصادر التي اعتمد عليها، والأمانة في نقل المعلومات، والنزاهة في الحكم على الأشخاص مهما كانوا يختلفون عنه في العقيدة أو المذهب أو منحى الحياة، هذا إضافة إلى صفات هامة أخرى؛ مثل الدقة في الاختيار، وضبط الأعلام، وسريان الروح الأدبية في العرض، من غير إساءة إلى روح المؤرخ الناقد، علاوة على تحرّجه عن ذكر السيئات.

## روابط خارجية
- ابن خلكان على موقع الموسوعة البريطانية (الإنجليزية)